# Verbandsgemeinde Weilerbach
Die Verbandsgemeinde Weilerbach ist eine Gebietskörperschaft im Landkreis Kaiserslautern in Rheinland-Pfalz. Der Verbandsgemeinde gehören acht eigenständige Ortsgemeinden an, der Verwaltungssitz ist in der namensgebenden Gemeinde Weilerbach.

## Verbandsangehörige Gemeinden
| Ortsgemeinde                | Fläche (km²) | Einwohner |
| --------------------------- | ------------ | --------- |
| Erzenhausen                 | 5,63         | 755       |
| Eulenbis                    | 3,97         | 502       |
| Kollweiler                  | 5,57         | 539       |
| Mackenbach                  | 3,53         | 2.156     |
| Reichenbach-Steegen         | 15,12        | 1.503     |
| Rodenbach                   | 13,74        | 3.346     |
| Schwedelbach                | 8,40         | 1.194     |
| Weilerbach                  | 16,00        | 4.893     |
| Verbandsgemeinde Weilerbach | 71,97        | 14.888    |

(Einwohner am 31. Dezember 2023)

## Bevölkerungsentwicklung
Die Entwicklung der Einwohnerzahl bezogen auf das Gebiet der heutigen Verbandsgemeinde Weilerbach; die Werte von 1871 bis 1987 beruhen auf Volkszählungen:
| Jahr | Einwohner |
| 1815 | 3.898     |
| 1835 | 5.775     |
| 1871 | 6.489     |
| 1905 | 6.965     |
| 1939 | 7.380     |
| 1950 | 8.486     |

| Jahr | Einwohner |
| 1961 | 9.632     |
| 1970 | 10.134    |
| 1987 | 10.975    |
| 1997 | 13.576    |
| 2005 | 14.181    |
| 2023 | 14.888    |

## Politik

### Verbandsgemeinderat
Der Verbandsgemeinderat Weilerbach besteht aus 28 ehrenamtlichen Ratsmitgliedern, die bei der Kommunalwahl am 9. Juni 2024 in einer personalisierten Verhältniswahl gewählt wurden, und der hauptamtlichen Bürgermeisterin als Vorsitzender.
Die Sitzverteilung im Verbandsgemeinderat:
| Wahl | SPD | CDU | GRÜNE | FDP | LINKE | FWG | Gesamt   |
| ---- | --- | --- | ----- | --- | ----- | --- | -------- |
| 2024 | 10  | 8   | 2     | –   | –     | 8   | 28 Sitze |
| 2019 | 10  | 7   | 3     | 1   | 1     | 6   | 28 Sitze |
| 2014 | 11  | 9   | 2     | –   | 1     | 5   | 28 Sitze |
| 2009 | 12  | 8   | –     | –   | 1     | 7   | 28 Sitze |
| 2004 | 12  | 9   | –     | –   | –     | 7   | 28 Sitze |

- FWG = Freie Wählergruppe Verbandsgemeinde Weilerbach e. V.

### Bürgermeister
- 1987–2005: Anton Jung, SPD[5]
- 2005–2021: Anja Pfeiffer, CDU (bei ihrer Amtseinführung mit 25 Jahren die jüngste hauptamtliche Bürgermeisterin Deutschlands)[6]
- seit 2021:00Ralf Schwarm, SPD

Bei der Direktwahl am 25. April 2021 konnte sich Anja Pfeiffer – im Gegensatz zur Stichwahl 2013 – nicht erneut durchsetzen, Ralf Schwarm (SPD) wurde mit einem Stimmenanteil von 64,2 % gewählt. Seine Amtszeit begann am 17. Dezember 2021.

### Wappen
Blasonierung: „In von Gold und Blau geteiltem Schildbord, von Gold und Blau durch eine Wellenline geteilt, oben rechts ein roter Reichsapfel, oben links ein wachsender rotbewehrter und -bezungter schwarzer Löwe, unten eine goldene Pflugschar.“

## US-Army
Die Verbandsgemeinde ist geprägt von der Stationierung der US-Soldaten im nahen Ramstein. Zu den rund 14.000 Einwohnern kommen rund 5.000 Amerikaner, sowohl Soldaten als auch zivile Angestellte wie Lehrer und Ärzte.

## Infrastruktur
Durch das Gebiet der Verbandsgemeinde führte von 1912 bis 1996 die Bachbahn vom Bahnhof Lampertsmühle-Otterbach nach Weilerbach – ab 1920 bis nach Reichenbach, die jedoch inzwischen stillgelegt ist.